# Chalençon

Wappen des herzoglichen Hauses Polignac des Stammes Chalençon

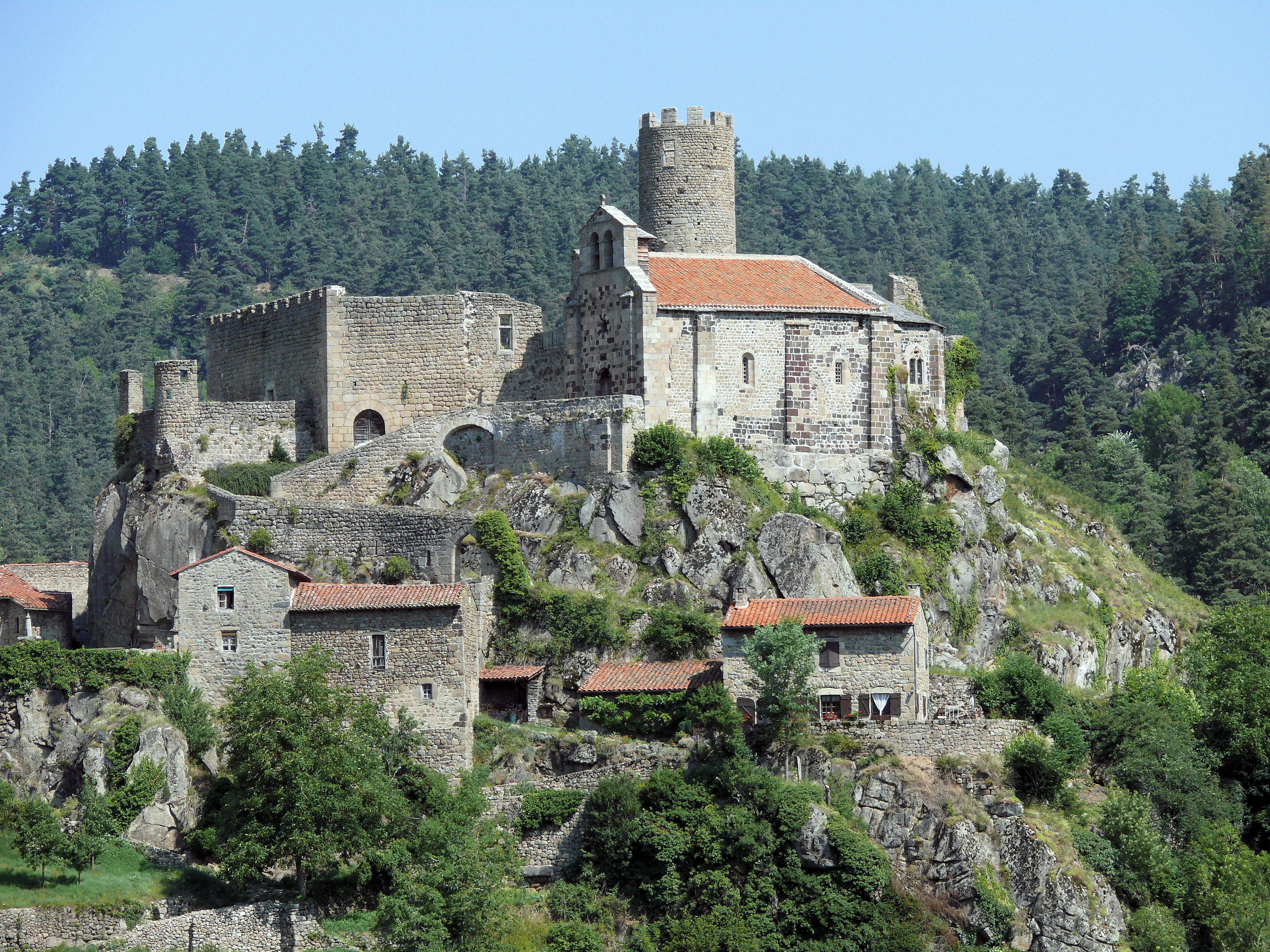
Schloss Chalençon (Haute-Loire)

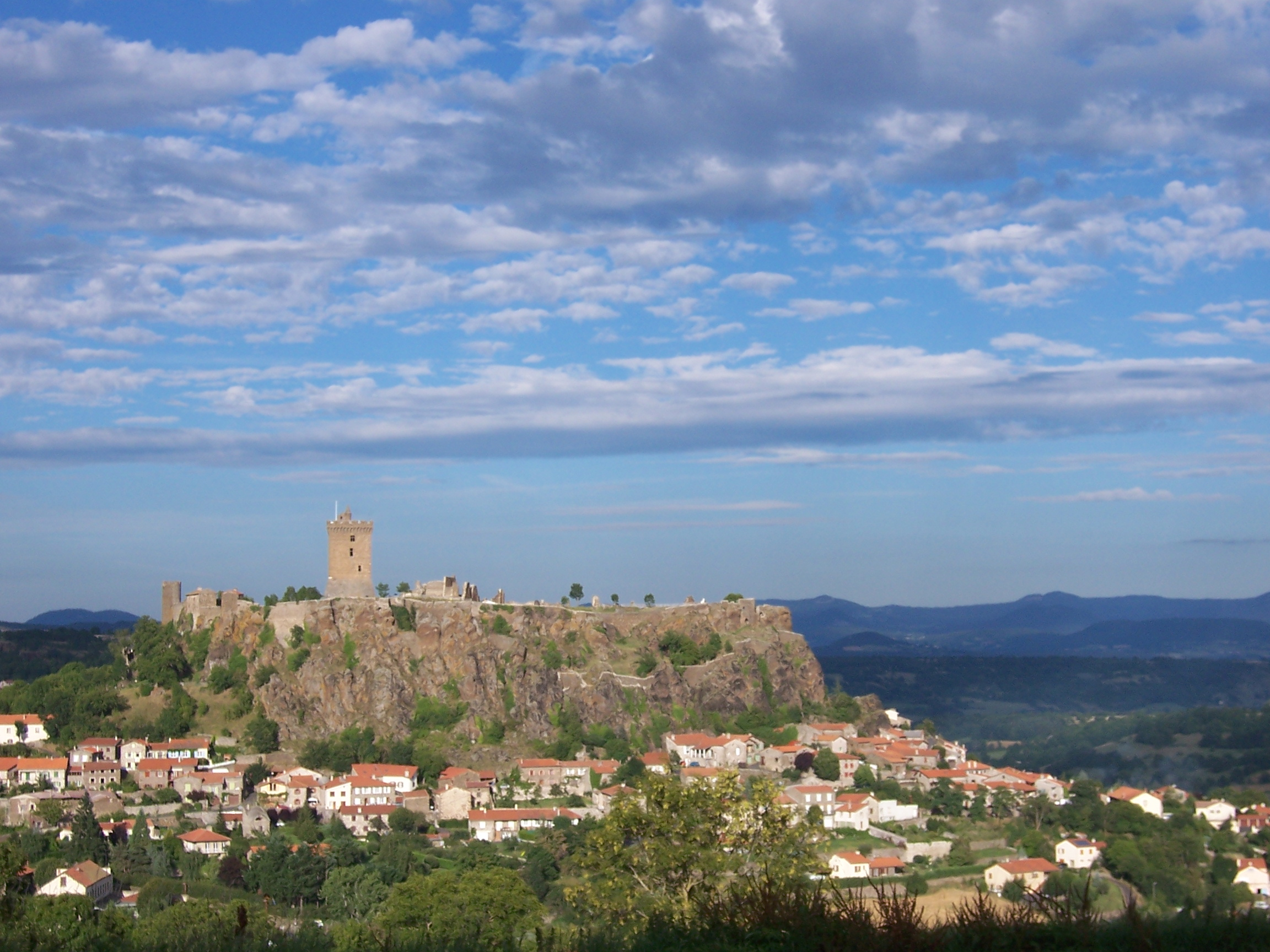
Schloss Polignac, seit 1349 im Besitz der Familie de Chalençon de Polignac

Chalençon ist eine Familie des französischen Adels aus dem Velay mit Stammhaus in Saint-André-de-Chalencon (Haute-Loire). Eine Linie der Familie bildet seit 1349 das jüngere, fürstliche Haus Polignac, das zu den bedeutendsten Familien des französischen Adels zählt. Einem jüngeren Seitenzweig der Polignac entstammen die gegenwärtigen Fürsten von Monaco.

## Geschichte
Personen mit dem Namen „de Chalençon“ sind erstmals um 11. Jahrhundert bezeugt, ein zusammenhängender Familienstammbaum ergibt sich ab Ende des 12. Jahrhunderts.
Die ältere Linie der Familie nahm 1349 anlässlich der Hochzeit von Baron Guillaume de Chalençon und Vicomtesse Valpurge de Polignac aus dem älteren Haus Polignac, die die Vizegrafschaft Polignac in den Besitz der Chalençon einbrachte, den Namen de Chalençon de Polignac an.
Die Familie erhielt 1780 den Titel eines Herzogs von Polignac, der als Erstgeburtstitel vererbt wird, während die jüngeren Söhne Grafen sind. Ferner wurde dem Herzog Auguste 1822 der päpstliche Titel Princeps Romanus und 1838 der königlich bayerische Fürstenstand verliehen, weshalb seine jüngeren Nachfahren den Titel Prinz bzw. Prinzessin führen. Eine der jüngeren gräflichen Linien erhielt den Erstgeburtstitel Marquis de Polignac.
Eine jüngere Linie erbte 1949 das Fürstentum Monaco: Fürst Rainier III. war der Sohn von Pierre de Polignac (1895–1964), der anlässlich seiner Hochzeit mit der Erbprinzessin Charlotte von Monaco den Namen Grimaldi (Name der monegassischen Fürstendynastie) angenommen hatte.
Neben der Familie der Vicomtes de Polignac existierte eine Familie Poulignac, die aus dem Angoumois stammte und 1585 ihren Namen in Polignac änderte. Ihr Versuch, als Verwandtschaft der Polignac aus dem Velay anerkannt zu werden, wurden von den Polignac zurückgewiesen. Dennoch führte die Familie Poulignac etwa ab Beginn des 18. Jahrhunderts den Titel eines Grafen von Polignac. Sie starb 1855 aus.

## Stammliste

### Erste Namensträger
- Geraldus canonicus de Chalanconio, 1031/42 bezeugt
- Ebraud de Chalençon, 1074/86–1098/1101 bezeugt
- Durand, 1088 bezeugt, Kanoniker zu Le Puy
- Bertrand de Chalençon, 1100/30–um 1145 bezeugt
- Pons de Chalençon, 1148 bezeugt
- Bertrand de Chalençon, 1201/13 Bischof von Le Puy-en-Velay

### Bis zum 14. Jahrhundert
1. NN
  1. Bertrand de Chalençon, 1179/1200 bezeugt
    1. Pons, 1189/1212 bezeugt
    2. Bertrand, 1212/22 bezeugt, Abt von Séguret
    3. Guillaume, 1222/33 bezeugt, Ritter
      1. Bertrand, † vor 1272, 1249 Herr von Chalençon und Beaumont, ⚭ Aigline de Beaumont, Erbtochter von Étienne
        1. Bertrand, † nach 1295, Ritter
          1. Bertrand, † vor 1280
            1. Guillaume, † vor 1327, ⚭ Clémence de La Roche-en-Regnier, Tochter von Guigon
              1. Guyot (Gui), 1324/40 bezeugt – Nachkommen siehe unten

          2.  ? Ebrard de Chalençon, 1276/1319 bezeugt – Nachkommen: die Herren von Chassignolles, † Ende des 15. Jahrhunderts

    4.  ? Étienne, 1220/21 Elekt und 1223/29 Bischof von Le Puy-en-Velay

  2. Étienne de Chalençon, 1184–1190 bezeugt

### Bis zum Ende des 17. Jahrhunderts
1. Guyot (Gui), 1324/40 bezeugt ; ⚭ Isabeau de la Mastre-en-Vivarais – Vorfahren siehe oben
  1. Guillaume, † nach 1411, 1372 Baron de Chalençon, ⚭ I Walpurge de Polignac Tochter von Jean I. Vicomte de Polignac (Haus Polignac), ⚭ II Catherine de la Motte-Saint-Jean,† nach 1406, Witwe von Jean I. Lordin, Seigneur de Saligny
    1. (I) Pierre Armand, † vor 1447, Baron de Chalençon, 1428 Vicomte de Polignac, ⚭ Marguerite de Saligny, Tochter von Jean I. Lordin und Catherine de la Motte-Saint-Jean (seine Stiefmutter)
      1. Louis Armand I., † nach 1452, Vicomte de Polignac, Baron de Chalençon, ⚭ I Isabelle de La Tour Tochter von Bertrand IV. de La Tour, Seigneur de La Tour (Haus La Tour d’Auvergne), ⚭ II Françoise de Montmajor, Tochter von Gaspard
        1. (I) Guillaume Armand, † 1473, Vicomte de Polignac etc., ⚭ Amadea di Saluzzo, † 1473, Tochter von Manfredo di Saluzzo (Aleramiden)
          1. Claude Armand, † 1509, genannt „l’Aveugle“ (der Blinde), Vicomte de Polignac etc., ⚭ Jacqueline de Chabannes, Tochter von Antoine de Chabannes, Comte de Dammartin (Haus Chabannes)
          2. Jean, X 1500, Seigneur de Chalençon, Randan et de Beaumont, ⚭ Jeanne de Jambes, Tochter von Jean
            1. Anne, † 1554, Erbin von Randan et de Beaumont, ⚭ I Charles de Bueil, Graf von Sancerre, X 1515 (Haus Bueil), ⚭ II François II. Comte de La Rochefoucauld, Prince de Marcillac, † 1533 (Haus La Rochefoucauld)

          3. Bertrand, † 1501, 1499 Bischof von Rodez
          4. Guillaume Armand, † 1518, genannt „le Sage“, 1509 Vicomte de Polignac, ⚭ Marguerite de Pompadour, Tochter von Antoine Baron de Laurière
            1. François-Armand, † 1562, genannt „le Grand Justicier“, Vicomte de Polignac, ⚭ I Anne de Beaufort-Montboissier, † 1552, Tochter von Jacques, Comte d’Alais, ⚭ II Philiberte de Clermont-Tonnerre, † 1604, Tochter von Antoine (Haus Clermont-Tonnerre)
              1. (I) Claude Armand, † 1564, genannt „Torticolis“, Vicomte de Polignac
              2. (II) Louis Armand II, † 1584, Vicomte de Polignac, ⚭ Françoise de Sainte-Hermine, † nach 1599, Tochter von Gaspard
                1. François Gaspard Armand, † 1659, Vicomte de Polignac, Marquis de Chalençon ; ⚭ Claude Françoise de Tournon, † 1621, Tochter von Jean Louis I., Baron de Durteil,
                  1. Louis Armand, † 1692, Vicomte de Polignac ; ⚭ I Susanne de Serpens, Tochter von Claude des Serpens Baron de Gondras, ⚭ II Isabelle Esprit de La Baume, Tochter von Ferdinand Comte de Montrevel (La Baume-Montrevel), ⚭ III Jacqueline de Grimoard de Beavoir, Tochter von Scipion, Marquis de Grissac, † 1721 – Nachkommen siehe unten
                  2. Marie-Isabelle, ⚭ I François Gabriel d’Espinchal, Baron de Dunières, ⚭ II Jean de Tubières-Grimoard, Comte de Caylus

                2. François, † 1632, Baron d’Auzon, ⚭ Anne de Chazeron, Tochter von Gilbert
                  1. Claude Françoise, † 1561, ⚭ Henri de La Rochefoucauld, Baron d’Arlet et d’Auzon (Haus La Rochefoucauld)
                  2. Balthasar, † wohl 1635, Baron d’Auzon et de Clavelier

              3. Christophe, X 1594, Seigneur de Chalençon, ⚭ Diane de Saint-Nectaire, Tochter von François Seigneur de Saint-Nectaire
                1. Philiberte ⚭ Jean du Quesnel, Baron de Chomelix
                2. Catherine, † nach 1652, ⚭ Timoléon de La Baume de Suze, † vor 1652

              4. Catherine, † nach 1584, ⚭ Aymard de Saint-Priest
              5. Jeanne, ⚭ I Marc de Girouand, ⚭ II Jean Mottier, Seigneur de Champestières

            2. Françoise, † nach 1559 ; ⚭ I Jean de Gramont, X 1528 (Haus Dax), ⚭ II Jean d’Albaron, Seigneur de Lévins-sur-Rhône, ⚭ III Jean de Poitiers, ⚭ IV Jean de La Baume Montrevel (La Baume-Montrevel); ⚭ V Jean de Lugny
            3. Catherine, † vor 1592 ;⚭ François Baron de Langeac

          5. Jeanne, ⚭ Jacques II. de Tournon
          6. Isabelle, ⚭ Gilbert IV. Motier de La Fayette, Seigneur de Saint-Romain, † 1527, Sohn des Marschalls Gilbert III. Motier de La Fayette
          7. Antoinette, ⚭ I Claude de Montbel, ⚭ II Érard, genannt Béraud, Dauphin de l’Espinasse, † 1482, ⚭ III Hugues de La Palud, † vor 1513[1]
          8. Catherine, † 1493, ⚭ I Jean de La Tour, Seigneur de Montgascon, ⚭ II Pierre II., Seigneur d’Urfé, † 1508
          9. Antoinette, † 1535/37, ⚭ Godefroy II. de La Tour, Baron de Montgascon, † vor 1507

        2. (I) Louis, 1434/92 bezeugt, ⚭ Antoinette de Rochebaron – Nachkommen die Herren von Rochebaron, † nach 1654
        3. (I) Bertrand, † 1501, 1457/99 Bischof von Rodez
        4. (I) Pierre, 1463/81 Apostolischer Protonotar, 1485/87 Elekt von Le Puy-en-Velay
        5. (I) Jeanne, † 1475; ⚭ Antoine de Lévis, Comte de Villars, † 1468 (Haus Lévis)
        6. (I) Louise, ⚭ Béraud de Beaufort-Canillac, Vicomte de Valerne
        7. (II) Gilberte, † nach 1492 ⚭ Anselme de Miolans † 1489, Baron d’Anjou, Comte de Montmayeux

      2. Isabelle ; ⚭ Louis de Montlaur
      3. Catherine, ⚭ Meyrueis de Cénaret
      4. Marguerite, ⚭ Urbain de la Chambre, Vicomte de Maurienne

    2. (I) Isabelle, ⚭ Guyon de Châteauneuf-Randon
    3. (I) Marguerite, † vor 1378, ⚭ Louis I., Baron de Joyeuse
    4. (I) Béatrix, ⚭ Agnon II. de la Tour, Seigneur d’Olliergues (Haus La Tour d’Auvergne)
    5. (I) Dauphine, ⚭ Guy de Saint-Martial, Baron de Lévis-sur-Rhône
    6. (II) Guillaume, 1418/43 Bischof von Le Puy-en-Velay

### Ab dem Ende des 17. Jahrhunderts

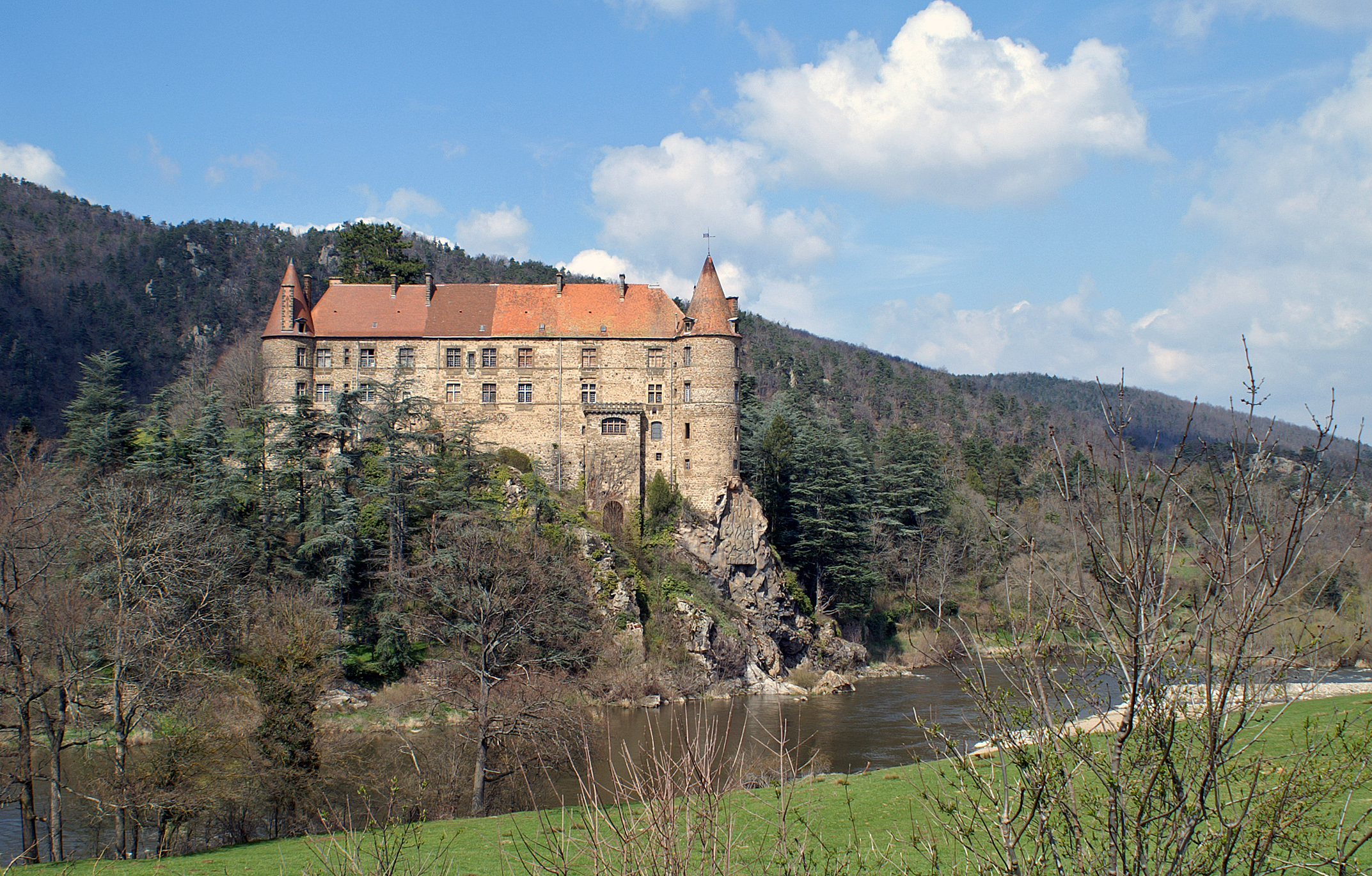
Schloss Lavoûte-sur-Loire, bis heute Sitz des Herzogs von Polignac

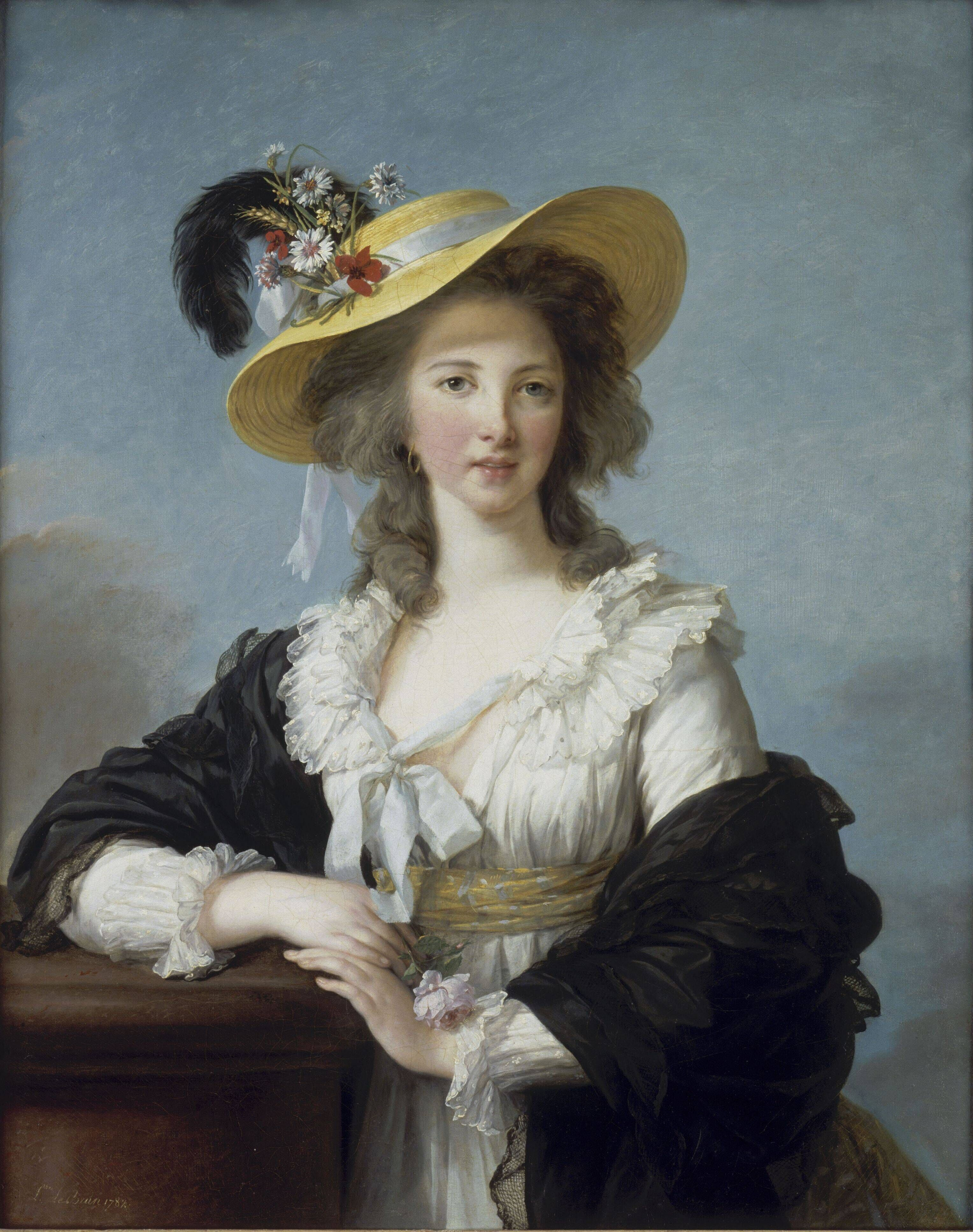
Yolande de Polastron, Duchesse de Polignac (1749–1793)

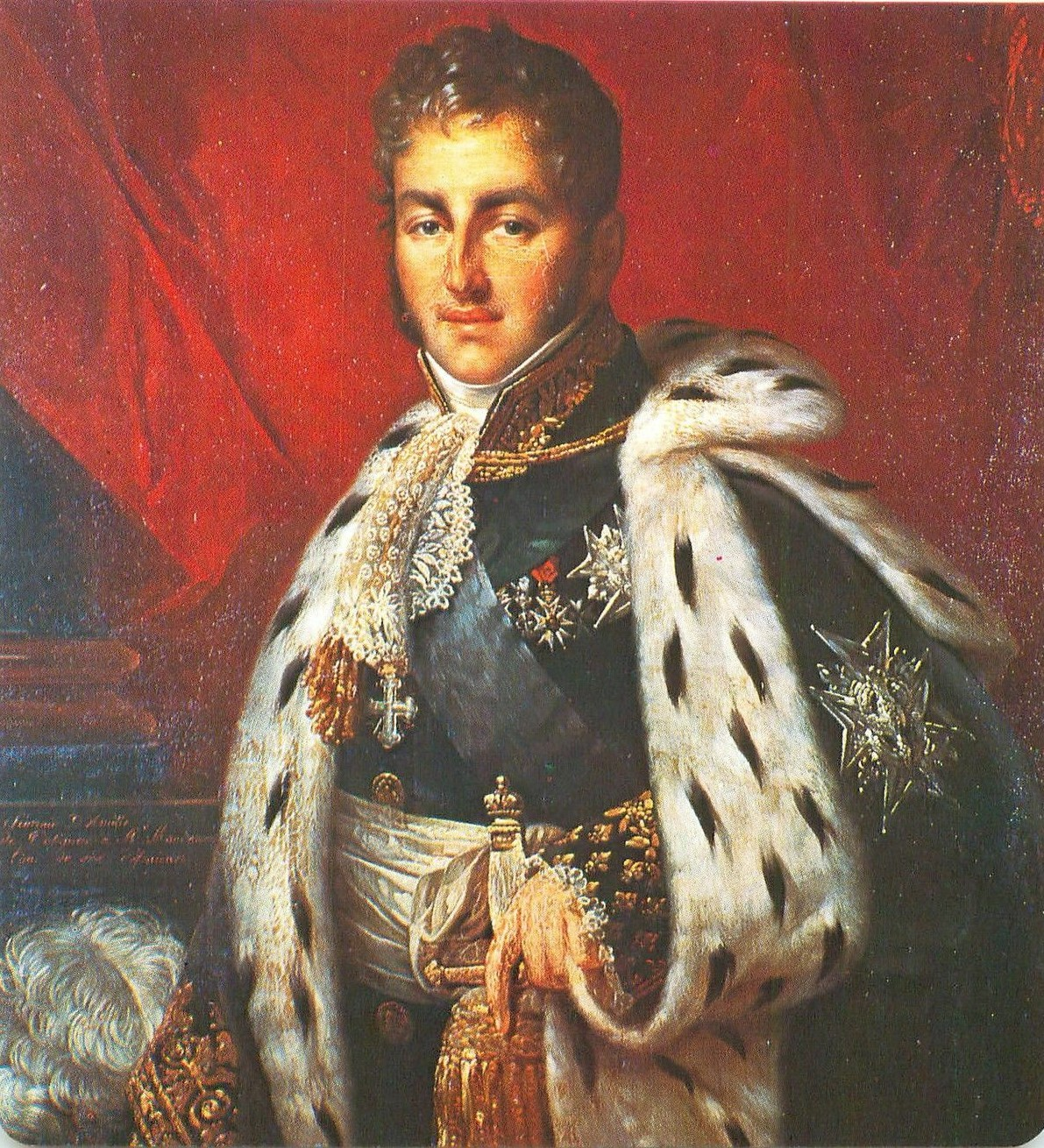
Jules, Duc de Polignac (1780–1847), Ministerpräsident

1. Louis Armand, † 1692, Vicomte de Polignac ; ⚭ I Susanne de Serpens, Tochter von Claude des Serpens Baron de Gondras, ⚭ II Isabelle Esprit de La Baume, Tochter von Ferdinand Comte de Montrevel (La Baume-Montrevel), ⚭ III Jacqueline de Grimoard de Beauvoir, Tochter von Scipion, Marquis de Grissac, † 1721 – Vorfahren siehe oben
  1. (I) Antoinette, † nach 1692, Nonne
  2. (III) Scipion-Simoine Apollinaire Gaspard Armand, † 1739, Vicomte, dann Marquis de Polignac; ⚭ I Marie de Rambures, † 1706, Tochter von Charles de Rambures, Comte de Courtenay ; ⚭ II Françoise de Mailly, † 1767, Tochter von Louis, Comte de Mailly und Anne Marie Françoise de Sainte-Hermine (Haus Mailly)
    1. (II) Louis-Héracle Melchior Armand, † 1792, Marquis de Polignac; ⚭ I Diane Mancini-Mazzarino, † 1755, Tochter von Jacques Hippolyte ; ⚭ II Madeleine Elisabeth de Fleury, † 1788
      1. Jules François Armand, † 1817, 1759 Marquis de Mancini, 1780 Duc de Polignac, 1783 Pair von Frankreich ; ⚭ Yolande de Polastron, † 1793
        1. Aglaé, † 1803, ⚭ Antoine-Louis-Marie de Gramont, Duc de Gramont, † 1836
        2. Armand Jules Marie Héraclius, * 1771; † 1847, Duc de Polignac, ⚭ Ida Johanna Freiin von Neukirchen genannt Nyvenheim, † 1862, Tochter von Bernhard
        3. Auguste Jules Armand Marie, * 1780; † 1847, 1822 Princeps Romanus 1847 Duc de Polignac, 1829 Präsident des Ministerrats ; ⚭ I Barbara Campbell, † 1819, Tochter von Sir Duncan, ⚭ II Charlotte Parkyns, † 1864, Tochter von Thomas Boothy 1. Baronet Randcliffe
          1. (I) Jules Armand Jean Melchior, † 1890, Duc de Polignac, ⚭ Amélie de Berton des Balbes de Crillon, † 1904, Tochter von Louis Marie, Marquis de Crillon
            1. Armand Héraclius Marie, † 1917, Duc de Polignac, ⚭ Odette Frotier de Bagneux, † 1893, Tochter von Louis Charles Alfred
              1. Armand Henri Jules Marie, † 1961, Duc de Polignac, ⚭ Hélène Princesse de Bauffremont-Courtenay, † 1947, Tochter von Eugène, 6. Duc de Bauffremont-Courtenay
                1. Yolande ; ⚭ François Marquis des Roys, † 1970
                2. Elisabeth, † 1978, ⚭ Eugène Lambert de Cambray
                3. Marie-Odette
                4. Jean Héracle Armand François Emmanuel Marie Joseph, Duc de Polignac, ⚭ Marie Madeleine d’Arnoux, Tochter von Charles René
                  1. Marie Hélène, ⚭ Jean François Bartholoni
                  2. Marie Christine
                  3. Charles Armand, Duc de Polignac (* 1946) ⚭ Catherine Lonnoy, Tochter von Auguste, keine Nachkommen

              2. Marie, † 1896
              3. Henri, X 1915 ;⚭ Diane de Polignac, Tochter von Gui Marquis de Polignac, † 1974
                1. Guy; ⚭ Gladys Dupuy, Tochter von Paul – 4 Töchter, 1 Sohn: Henri-Melchior (1950–1991), ohne männliche Nachfahren
                2. Louis, † 1996 ; ⚭ Claire Clémence de Maillé, † 1970, Tochter von Jacquelin, Marquis de Maillé, ohne Nachkommen
                3. Anne Marie ; ⚭ Adalbert Frotier de Bagneux, † 1973
                4. Edmond (1914–2010), ⚭ Ghislaine Brinquant, Tochter von Victor
                  1. Alain (1940–2024) ⚭ Nathalie Marie Prinzessin de Ligne
                    1. Ludovic (* 1974)
                    2. Diane (* 1976) ⚭ Khalil Boisson de Chazournes

                  2. Jean Aimery (* 1944) ⚭ Isabelle Hubert Mahot – 1 Tochter
                  3. François-Xavier (* 1953) ⚭ Florence Fevré – 1 Tochter

                5. Thérèse ; ⚭ Pedro d’Assise Mascarenhas de Barros, † 1965

              4. Madeleine, † 1891
              5. François ; ⚭ I Simone de Maillé de la Tour-Landry, † 1950, Tochter von Louis, 4. Duc de Plaisance, ⚭ II Hedwige de Chabannes-Curton-La-Palice, Tochter von Comte Jean Alfred –
                1. (I) Armand-Louis ; ⚭ Jeanne de Chabot, Tochter von Comte Pierre – 3 Töchter
                2. (I) Odette ; ⚭ Marc de Voyer de Paulmy, Marquis d’Argenson, † 1975
                3. (I) Hubert ; ⚭ Radégonde Moulart de Vilmarest, Tochter von Hubert
                  1. Christian (* 1943) ⚭ Edith Estellon
                    1. Thierry (* 1970) ⚭ Isabelle Mesguich – 3 Töchter
                    2. Olivier (* 1972) ⚭ Marie Estelle Hillereau – 3 Kinder
                      1. Alban (* 2000)
                      2. Charles (* 2002)

                  2. Bernard (* 1944) ⚭ Jeanne Françoise de La Rochefoucauld
                    1. Guillaume (* 1970)
                    2. François Melchior (* 1973) ⚭ Constance Mysyrowicz
                      1. Wladimir Paul (* 1999)
                      2. Athénaïs Marie (* 2002)

                  3. Charles-Henry (1947–1973)

                4. (I) Bernard (1920–1943)
                5. (I) Gérard

            2. Yolande, † 1901, ⚭ Gui de Bourbon-Châlus, † 1905

          2. (I) Seyna-Camille, † 1833
          3. (II) Alphonse, † 1862, ⚭ Jeanne Emilie Mirès, † 1933, Tochter von Isaac
            1. Jeanne, † 1919, ⚭ Guillaume d'Oilliamson, † 1897

          4. (II) Ludovic, † 1904 ; ⚭ Gabrielle de Croÿ, Tochter von Alfred, Herzog von Dülmen, † 1905.
          5. (II) Yolande, † 1855, ⚭ Sosthène II. de La Rochefoucauld, Duc de Doudeauville, † 1908 (Haus La Rochefoucauld)
          6. (II) Camille Armand Jules, † 1913, Generalmajor der Konföderierten in den USA; ⚭ I Marie-Adolfine Langenberger, † 1876, ⚭ II Margaret Elizabeth Knight of Wolverley, † 1940, Tochter von Charles Alamson
            1. (I) Armande, † 1962 ; ⚭ Jean Alfred Octave Comte de Chabannes-La Palice, † 1933
            2. (II) Mabel, † 1973, ⚭ Thierry Michel de Pierredon, Comte de Pierredon, † 1955

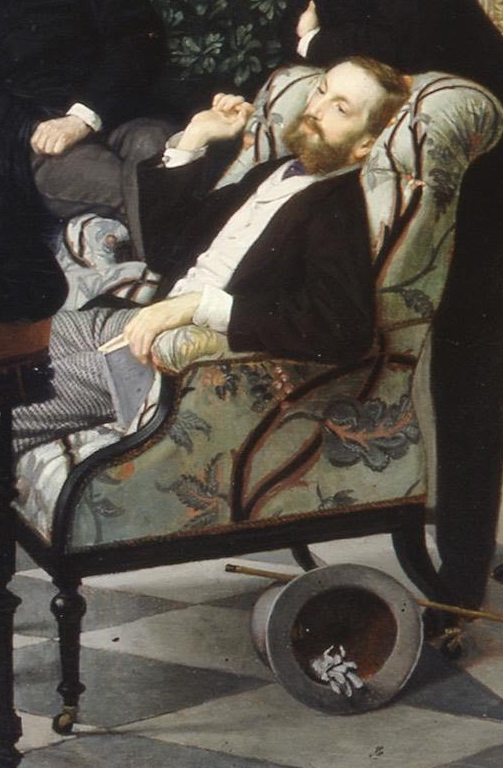
Prince Edmond de Polignac (1834–1901)

            3. Prince Edmond de Polignac (1834–1901)(II) Agnès, ⚭ Henry Georges Le Compasseur Créqui Montfort, Marquis de Courtrivon, † 1966
            4. (II) Victor, ⚭ Elizabeth Walker, † 1976, Tochter von William

          7. (II) Edmond-Melchior Jean Marie, † 1901, ⚭ Winnaretta Singer, † 1943

        4. Camille Henri Melchior, † 1855, Comte de Polignac, ⚭ Marie Le Vassor de la Touche, † 1861, Tochter von Louis Charles
          1. Jules, † 1856, Comte de Polignac, ⚭ Clotilde de Choiseul-Praslin† 1885, Tochter von Comte César René
            1. Marie, † 1932, ⚭ Louis Marquis du Plessis-d'Argentré, † 1909.
            2. Isabelle, † 1935, ⚭ Pierre Frotier de Bagneux, † 1928

          2. Agénor, † 1860
          3. Melchior Henri Jean, † 1845
          4. Georgine, † 1888, ⚭ James O’Farrel, † 1881
          5. Henri, Marquis de Polignac † 1865 ; ⚭ Louise von Wolframm, † 1865
            1. Georges, † 1898, ⚭ Annette Ethel Mary Poolfroom, Tochter von Charles

          6. Charles, † 1881; ⚭ Caroline Lenormand de Morando, † 1883, Tochter von Joseph
            1. Guy, Marquis de Polignac † 1901; ⚭ Louise Pommery, † 1922, Tochter von Louis
              1. Marie Charles Jean Melchior, Marquis de Polignac (1880–1950); ⚭ Nina Crosby
                1. Dalmas, Marquis de Polignac (* 1920); ⚭ Margarete Louise Starkmann
                  1. Jean Melchior Dalmas (* 1945); ⚭ Christianne Weibel
                    1. Morgan (* 1981)
                    2. Warren (* 1986)
                    3. Douglas (* 1990)

                  2. Rémy Melchior Dalmas (* 1950) ⚭ Martine Jeanne Blanche Terradot
                    1. Damien (* 1978) ⚭ Marie Bleuenn Terrier

            2. Melchior, † 1925, ⚭ Constance Loppin de Montmort, † 1960, Tochter von Jean Joseph Alexander Marquis Loppin de Montmort
            3. Maxence, † 1936, ⚭ Suzanne de la Torre y Mier, † 1913, Tochter von Isidro de la Torre y Carsi
              1. Joséphine, † 1976, ⚭ Amaury de Jacquelot Comte de Boisrouvray, † 1964
              2. Marie Louise, † 1944, ⚭ Eon le Gouvello de Timat, † 1925
              3. Xavier, † 1961, ⚭ I Maria de la Torre y Formento, ⚭ II May Gowan, Tochter von Mac
                1. (I) Marie Thrèse, ⚭ Joaquim de Teresa y Teresa

              4. Anne, † 1970
              5. Maxence, † 1963, ⚭ Laura de la Torre y Formento, Tochter von Tomas de la Torre y Mier – Nachkommen
              6. Bertrand, † 1910

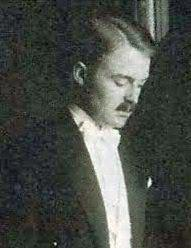
Pierre de Polignac, Duc de Valentinois, Prinz von Monaco (1895–1964)

              7. Pierre de Polignac, Duc de Valentinois, Prinz von Monaco (1895–1964)Pierre, † 1964, nimmt 1920 für sich und seine Nachkommen den Namen Grimaldi an, Duc de Valentinois, Prinz von Monaco ⚭ Charlotte Louise Juliette Louvet, Mademoiselle de Valentinois, 1919 Erbprinzessin von Monaco, Duchesse de Valentinois, verzichtet 1944 auf die Thronfolge, † 1977, uneheliche Tochter von Louis II., Fürst von Monaco, und Marie Juliette Louvet
                1. Antoinette † 2011, ⚭ I Alexandre Noghès, ⚭ II Jean Rey
                2. Rainier III., † 2005, Fürst von Monaco, ⚭ Grace Kelly, † 1982
                  1. Caroline, * 1957, ⚭ III.) Ernst August Prinz von Hannover
                  2. Albert II., * 1958, 2005 Fürst von Monaco, ⚭ Charlene Wittstock
                    1. Gabriella, * 2014
                    2. Jacques, Erbprinz von Monaco, Marquis des Baux, * 2014

                  3. Stéphanie, * 1965

      2. (II) Héraclius Auguste Gabriel, † 1871, Comte de Polignac, ⚭ Clotilde Eugénie Betsy Petit, † 1883, Tochter von Charles
        1. Jules, ⚭ Antonie Rosa Mahonaise
        2. Alexandre, † 1858, ⚭ Jessie Ann Ramsay
        3. Louise, ⚭ Albert Colas des Francs

      3. Elisabeth, ⚭ NN Graf Sabakin

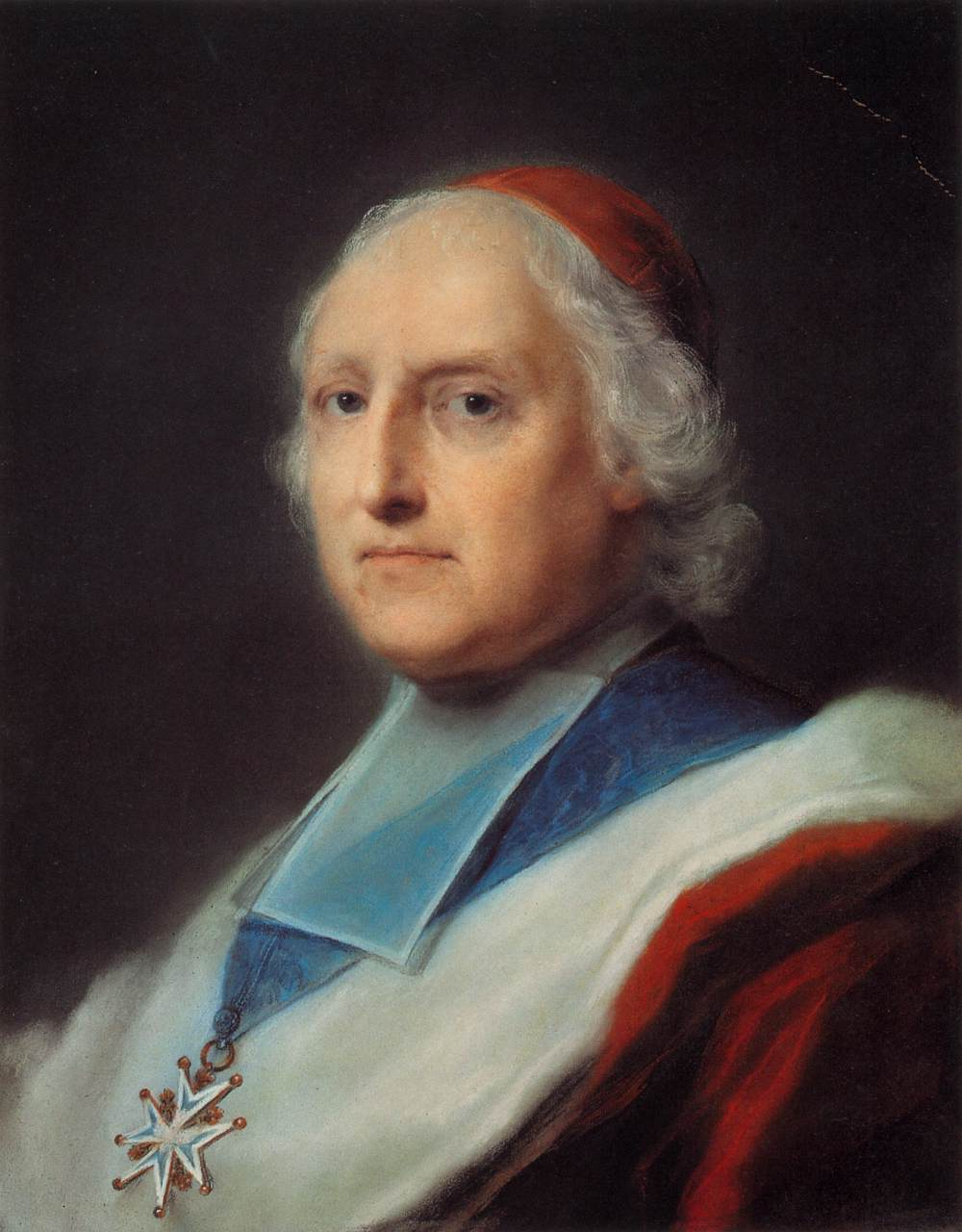
Kardinal Melchior de Polignac (1661–1741)

    2. Kardinal Melchior de Polignac (1661–1741)(II) François Camille, † 1790, genannt le Comte de Polignac ; ⚭ Marie-Louise de La Garde, † 1799, Tochter von Jean Baptiste, Parlamentspräsident
      1. Camille Louis Apollinaire, † 1821, 1779/1801 Bischof von Meaux
      2. Augustine Elisabeth Aimée, ⚭ René Marquis de Sainte-Hermine
      3. Henriette Zéphirine ; ⚭ Claude Guillaume Rosalie Testu Marquis de Balincourt

    3. (II) Denis Auguste, † 1753, genannt le Chevalier de Polignac

  3. (III) Melchior, † 1741, 1713 Kardinaldiakon, 1726 Erzbischof von Auch, Mitglied der Académie française